# Pogostemon stellatus
Pogostemon stellatus là một loài thực vật có hoa trong họ Hoa môi. Loài này được (Lour.) Kuntze miêu tả khoa học đầu tiên năm 1891.

## Hình ảnh

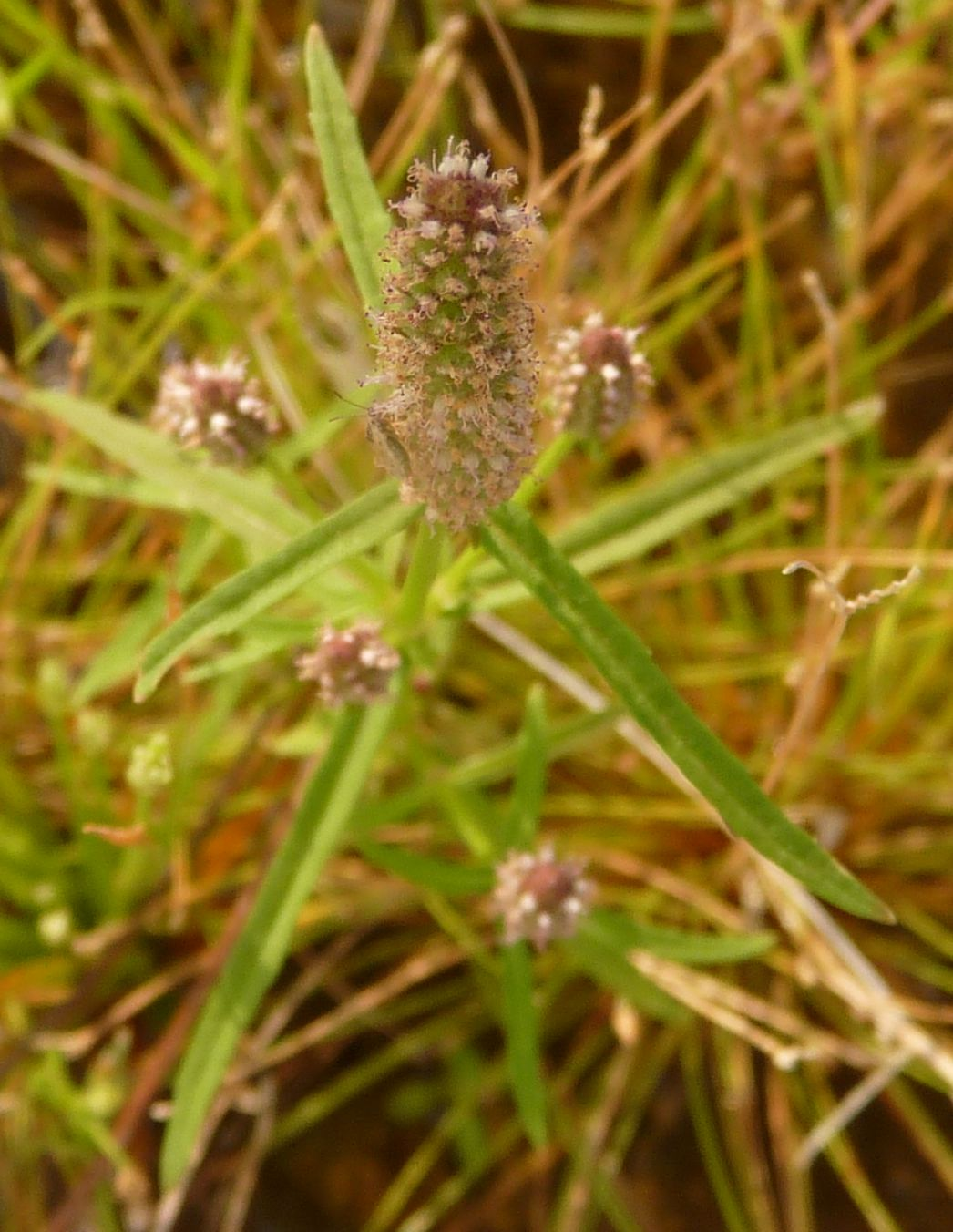
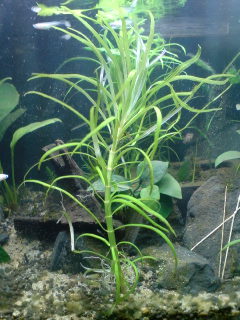